# Andrew Koji
Andrew Julian Hiroaki Koji  (Epsom, 10 november 1987) is een Britse acteur, vechtkunstenaar en filmmaker. Hij is vooral bekend van zijn werk in de hoofdrol van Ah Sahm in de Cinemax latere HBO Max-serie Warrior.

## Levensloop
Koji werd geboren als zoon van een Japanse vader en Britse moeder. Vanwege zijn gemengde achtergrond identificeert Koji zich als van een gemengde etniciteit. Als tiener zette hij zijn eerste stappen in de filmindustrie door korte films te maken. Op 18-jarige leeftijd verhuisde hij naar Thailand, waar hij vechtsporten bleef beoefenen en klein werk deed in de filmindustrie. Daarna verhuisde hij naar Japan op zoek naar werk, waar hij zowel voor als achter de camera kon werken, voordat hij terugkeerde naar het Verenigd Koninkrijk om acteren te studeren aan Actors' Temple Studio in Londen. Na verloop van tijd begon hij grotere rollen te krijgen in theater en televisie in het Verenigd Koninkrijk.
Volgens Koji: "In het Verenigd Koninkrijk was mijn gemengde achtergrond niet bijzonder gunstig. De kansen voor Oost-Aziatische actoren waren en blijven destijds zeer beperkt, hoewel de situatie aan het veranderen is”. Koji droomde ervan acteur te worden en stopte op 19-jarige leeftijd met studeren om zich volledig op acteren te concentreren en begon meer tijd te besteden aan zijn vechtsportcarrière. Op 20-jarige leeftijd had Koji taekwondo gestudeerd en meegedaan en ook getraind in Shaolin Wushu in de Shaolin Temple UK. Hoewel hij zijn eigen films schreef en produceerde, werkte Koji ook als stuntdubbel voor Sung Kang; in het bijzonder in Fast & Furious 6.
In het verleden heeft Koji ook opgetreden met de Royal Shakespeare Company. Ondanks het relatieve succes was Koji teleurgesteld door het ontbreken van grote rollen. Dat veranderde in 2017 toen hij auditie deed voor de hoofdrol van Ah Sam in de Cinemax-serie Warrior. De première van het eerste seizoen vond plaats in april 2019 en het tweede in oktober 2020. In augustus 2019 werd Koji gecast als Storm Shadow in de actiefilm Snake Eyes: G.I. Joe Origins.

## Filmografie

### Film
Uitgezonderd korte films.
| Jaar | Titel                              | Rol                                      | Opmerkingen |
| ---- | ---------------------------------- | ---------------------------------------- | ----------- |
| 2007 | FB: Fighting Beat                  | Kali                                     |             |
| 2009 | 20th Century Boys 2: The Last Hope | Thaise gangster                          |             |
| 2011 | The Missing Day                    | Huan                                     |             |
| 2013 | Fast & Furious 6                   | HK politie                               |             |
| 2015 | Luck                               | Rai                                      |             |
| 2017 | Trendy                             | Makelaar 1                               |             |
| 2021 | Snake Eyes: G.I. Joe Origins       | Thomas "Tommy" Arashikage / Storm Shadow |             |

### Televisie
Uitgezonderd eenmalige gastrollen.
| Jaar       | Titel          | Rol                      | Opmerkingen     |
| ---------- | -------------- | ------------------------ | --------------- |
| 2010-2015  | Casualty       | Keong Murong / Haro Reid | 2 afleveringen  |
| 2013       | The Wrong Mans | Jason                    | 3 afleveringen  |
| 2015       | Frikjent       | Chen                     | 2 afleveringen  |
| 2017       | Jade Dragon    | Mikey                    | 2 afleveringen  |
| 2017       | Finding Akira  | James                    | Televisiefilm   |
| 2018       | The Innocents  | Andrew                   | 3 afleveringen  |
| 2019       | Peaky Blinders | Brilliant Chang          | 2 afleveringen  |
| 2019-heden | Warrior        | Ah Sahm                  | 30 afleveringen |

## Theater
| Jaar | Titel                          | Rol                    | Opmerkingen                                       |
| ---- | ------------------------------ | ---------------------- | ------------------------------------------------- |
| 2013 | The Fu Manchu Complex          | Dr. Petrie             | Moongate Productions/ Mark Cartwright Productions |
| 2013 | #aiww: The Arrest of Ai Weiwei | Politieagent / soldaat | Hampstead Theatre                                 |
| 2016 | In the Bar of a Tokyo Hotel    | De barman              | Charing Cross Theatre                             |
| 2016 | Shangri-La                     | Karma                  | Yellow Earth                                      |
| 2017 | Snow in Midsummer              | Fang                   | RSC                                               |
| 2017 | A Tale of Two Cities           | Jacques                | Regents Park Open Air Theatre                     |